# Костёл Святого Франциска Ассизского (Краков)
Костёл Святого Франциска (пол. Kościół św. Franciszka z Asyżu) — польский римско-католический костёл, расположенный в районе Старого города Кракова по адресу Franciszkańska 2. Основан в первой половине XIII в. Монахом при костёле Святого Франциска в 1919 г. служил Максимилиан Кольбе. Также церковь известна искусными витражами, выполненными польским живописцем Станиславом Выспяньским в конце XIX в.

## История
У историков нет общего мнения насчёт того, кто являлся основателем костёла. Вероятно, таковым мог являться краковский князь Генрих II Набожный (1196—1241), сын великого князя Генриха Бородатого (1165—1238). Основателями также могли быть князь Болеслав V Стыдливый с женой Кунигундой, внёсшие вклад в реконструкцию церкви после монгольского разорения в 1241 г.
Костёл Святого Франциска был одним из первых зданий из песчаника в Кракове. Точная дата строительства не установлена. Из летописных сводов известно лишь то, что костёл претерпевал расширение в 1260-70-х годах. Вторая реконструкция была произведена в 1420—1436 гг.
Владения монастыря и костёл ненадолго приходят в запустение после разрушительного пожара 1850 г., в котором сгорела вся монастырская канцелярия, бесценные документы и артефакты.
23 февраля 1920 г. костёл был возведён в титул малой базилики.

## Реликвии
В костёле хранится реплика Туринской плащаницы, освящённая папой римским Иоанном Павлом II 19 марта 2003 года в Ватикане.
В костёле похоронен князь краковский Болеслав V Стыдливый, а также сыновья Владислава Локетка — Стефан и Владислав.
Также там находится гробница с телом преподобной Саломеи.